# Where Twilight Dwells
Where Twilight Dwells är det tysk-norska folk metal-bandet Midnattsols debutalbum, utgivet 2005 av skivbolaget  Napalm Records.

## Låtförteckning
1. "Another Return" – 5:03
2. "Lament" – 4:07
3. "Unpayable Silence" – 5:04
4. "Haunted" – 3:24
5. "Desolation" – 4:22
6. "Enlightenment" – 4:07
7. "Tårefall" – 4:23
8. "Infinite Fairytale" – 4:46
9. "På leting" – 4:07
10. "Dancing with the Midnight Sun" – 3:58
11. "Tapt av håp" – 7:56

- Text: Carmen Elise Espenæs (spår 1, 3–10), Christian Hector (spår 2), Henrik Ibsen (spår 11)
- Musik: Daniel Droste (spår 1–3, 6, 7, 11), Carmen Elise Espenæs (spår 1, 3, 6–10), Christian Hector (spår 1, 2, 4, 6, 9, 10), Midnattsol (spår 1–11)

## Medverkande
Musiker (Midnattsol-medlemmar)
- Carmen Elise Espenæs – sång
- Daniel Droste – gitarr
- Daniel Fischer – keyboard
- Birgit Öllbrunner – basgitarr
- Christian Hector – gitarr, mungiga
- Chris Merzinsky – trummor

Produktion
- Alexander Krull – producent, ljudtekniker, ljudmix, mastering
- Martin Schmidt – ljudtekniker
- Mathias Röderer – ljudtekniker
- Thorsten Bauer – ljudtekniker
- Stephan Adolph – ljudtekniker
- Birgit Öllbrunner – ljudmix
- Chris Merzinsky – ljudmix
- Fabian Ritter – omslagsdesign, omslagskonst
- Ingo Römling – omslagskonst
- Carmen Elise Espenæs – foto
- Jens Howorka – foto
- Katja Piolka – foto
- Daniel Fischer – foto
- Bernd Hector – foto